# Paraboea scabriflora
Paraboea scabriflora är en tvåhjärtbladig växtart som beskrevs av Brian Laurence Burtt. Paraboea scabriflora ingår i släktet Paraboea och familjen Gesneriaceae. Inga underarter finns listade i Catalogue of Life.